# Axel Notini

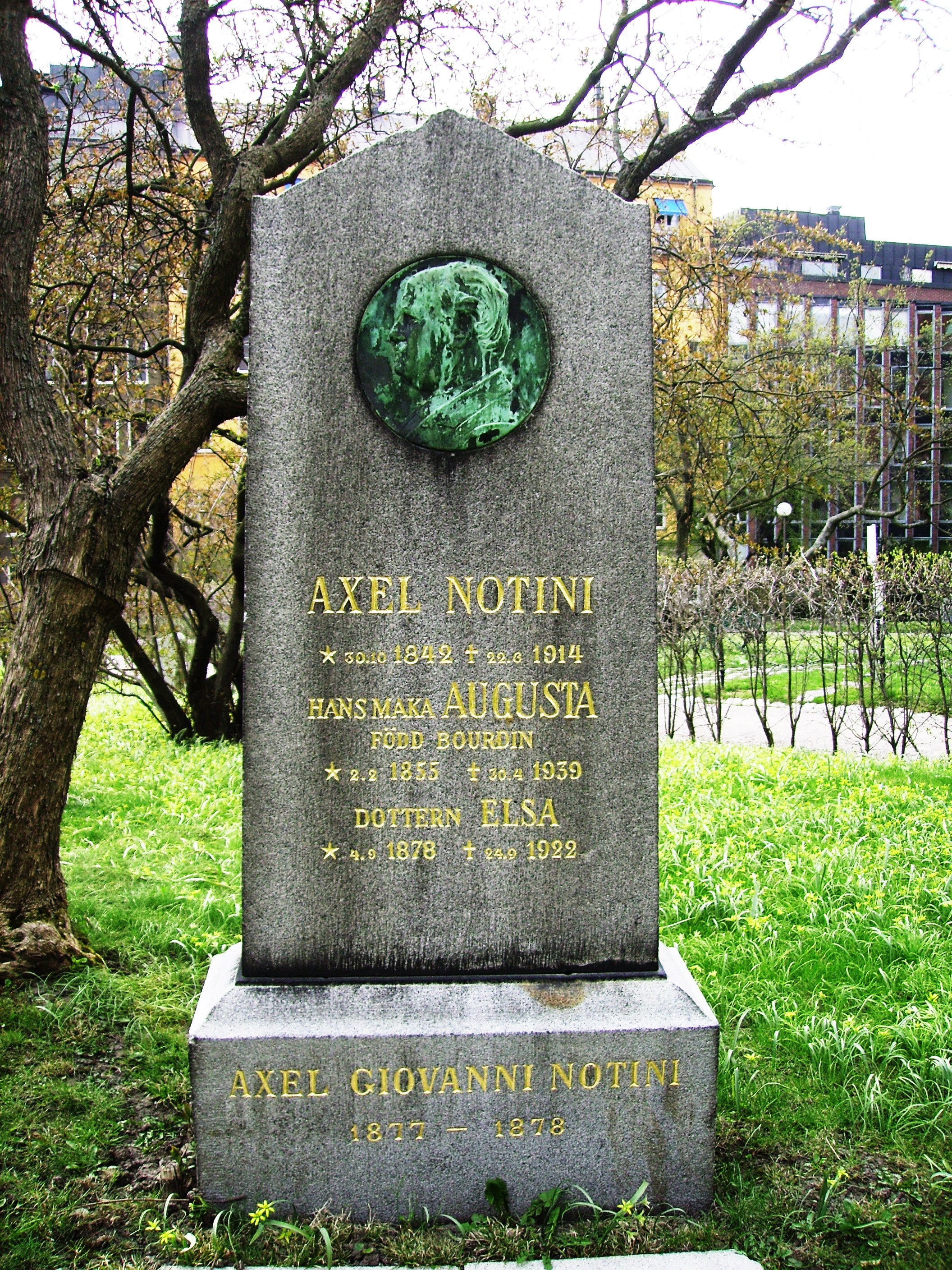
Axel Notinis grav på Johannes kyrkogård i Stockholm.

Axel Nikolaus Notini, född 30 oktober 1842 i Stockholm, död 22 juni 1914, var en svensk stuckatör.

## Biografi
Axel Notini tillhörde en bildhuggarsläkt som härstammade från Camiliano vid Lucca i Toscana. Hans far Giovanni Domenico Notini arbetade sedan 1826 i Sverige som bildhuggare och stuckatör. År 1852 flyttade han till Göteborg. Axel Notini etablerade sig efter studier vid Chalmerska slöjdskolan i Göteborg och längre utrikes resor 1875 som bildhuggare i Stockholm med egen verkstad. Verksamheten var länge mycket blomstrande. Han var även lärare i konstformning vid Tekniska skolan i Stockholm. I Stockholm lät han bygga det hus som idag kallas Stuckatörens hus på David Bagares gata. 
I ornamentbildhuggaren Axel Notinis våning, i Stuckatörens hus, på David Bagares gata 10 visas hans borgerliga hem från slutet av 1800-talet, där han själv utförde stuckaturerna. Fastigheten, som var ritad av arkitekt Valfrid Karlson för stuckatören och byggdes åren 1882-83, har hög kulturhistoriska värden. Idag är stuckaturen återställd i ursprungligt skick och våningen är inredd som ett typiskt borgerligt hem. Besökaren får bland annat se hur salong, herrum och sängkammare kunde se ut hos borgarklassen. Axel Notini var en av de främsta ornamentbildhuggarna, stuckatörerna, i 1880-talsarkitekturen i Stockholm. Hans eget hus vid på David Bagares gata är utsmyckat med stuckatur såväl utvändigt som invändigt. Hit tog han tilltänkta kunder för att visa prov på sin yrkesskicklighet. Den rika invändiga stuckatuen utförde han själv och han visade sedan ofta upp våningen för intresserade byggherrar.
Notini gjorde på Vetenskaps- och vitterhetssamhället i Göteborgs uppdrag avgjutningar av hällristningar i Bohusläns skärgård. Han utförde ornamentsarbeten med offentliga utsmyckningar i Rosendals slott, Krigshögskolan, Blanchs café, Grand Hôtel och i vestibulen i Arvfurstens palats. Han uppfann Tramessoplattan (italienska Tramezzo). Han var gift med  Augusta Katarina Konstantia Bourdin och far till Gunnar Notini.
Notini avled av en hjärnblödning i sin bostad på dåvarande adressen 10 David Bagaregatan i Stockholm.